# Roger Williamson
Roger Williamson (* 2. Februar 1948 in Ashby-de-la-Zouch, Leicestershire, England; † 29. Juli 1973 in Zandvoort, Niederlande) war ein britischer Automobilrennfahrer. Er gewann mehrere Formel-3-Meisterschaften und startete 1973 in der Formel 1. Bei seinem zweiten Formel-1-Rennen in den Niederlanden verunglückte er tödlich.

## Karriere
Roger Williamson war der Sohn des Autohändlers und Hobbyrennfahrers Herbert Lawrence Williamson. Durch seinen Vater, der in Speedway- und Kartrennen den Spitznamen „Dodge“ erworben hatte, fand Williamson seinen Weg in den Rennsport. 1964 und 1965 wurde der von seinen Konkurrenten „Sideways-Wiliamson“ Genannte im Kartsport britischer Vizemeister; 1966 schließlich Kartmeister.

### Tourenwagen
1967 bestritt er auf einem Mini Cooper die britische Tourenwagenmeisterschaft und gewann mit 15 Siegen in seiner Klasse den Meistertitel John Aly Saloon Car Champion 1967. Nach der Zerstörung seines privaten Cooper T72 in der britischen Formel-3-Meisterschaft 1968 kehrte Williamson für den Rest der Saison zur britischen Tourenwagenmeisterschaft zurück. Mit einem Ford Anglia 105E konnte er jedoch nicht an seine Vorjahreserfolge anknüpfen. 1969 änderte sich dies, als er den Formel-Motor seines nicht mehr fahrbereiten Cooper T72 in den Ford einbauen ließ. Mit 14 Siegen bei 14 ausgetragenen Rennen wurde er Meister und holte den Titel Hypolite Glacier Saloon Car Champion 1970.

### Formel 3

Helmdesign Williamsons

Mit einem gebraucht erstandenen Cooper T72 fuhr Williamson 1968 seine ersten drei Rennen in der britischen Formel-3-Meisterschaft. Nach einem Totalschaden am Fahrzeug, musste er seinen Einsatz in dieser Formel-Serie beenden und kehrte in die britische Tourenwagenmeisterschaft zurück. 1970 kehrte Williamson in die britische Formel 3 zurück. Auf einem March 713M gewann er auf dem Mallory Park sein erstes Formel-3-Rennen. In Monte Carlo fuhr er vom letzten Startplatz startend noch auf Rang sieben vor, wobei er allerdings den Motor seines March ramponierte. In dieser Situation half ihm der Rennstallbesitzer Tom Wheatcroft mit einem neuen Motor aus, der später zum Mentor und Sponsor von Williamson wurde.
1971 fuhr Williamson für Wheatcroft Racing auf einem March 731 in beiden ausgetragenen britischen Formel-3-Meisterschaften. Mit 11 Siegen wurde er Vizemeister im MotorSport Magazine Shell Super Oil British F3 Championship und holte den Titel im Lombard North Central Championship.
1972 wechselte Williamson zu Autos von GRD, deren Entwicklung von Tom Wheatcroft finanziell unterstützt worden war. Er gewann die Shell Super Oil British F3 Championship mit 78 Punkten und einem Vorsprung von 34 Punkten auf den Vizemeister Colin Vanderwell. Die B.A.R.C. Forward Trust British F3 Championship gewann Williamson mit zwei Punkten Vorsprung vor Rikky von Opel, in der B.R.S.C.C. Lombard North Central British F3 Championship wurde Williamson Vierter. Nach Ablauf dieser Saison gab Williamson die Formel 3 zugunsten der Formel 2 auf.

### Formel 2
1972 debütierte Williamson in der Formel-2-Europameisterschaft. Das Formel-3-Engagement hatte in diesem Jahr Vorrang; daher bestritt Williamson nur ausgewählte Rennen der Formel-2-Meisterschaft. Für das Wheatcroft-Team fuhr er in dieser Serie einen March 722. Sein erstes Formel-2-Rennen war der Grand Prix de Pau. Auf dem südfranzösischen Stadtkurs wurde er im zweiten Lauf Fünfter; im Finale fiel er nach 37 Runden infolge eines Technikdefekts aus. Die folgenden Rennen in Crystal Palace und auf dem Hockenheimring ließ Williamson wegen Terminkollisionen mit Formel-3-Rennen aus. Erst in Rouen trat er wieder an, verpasste aber die Qualifikation. Williamsons letztes Formel-2-Rennen der Saison 1972 war das Jochen-Rindt-Gedächtnisrennen auf dem Österreichring. Hier schied er nach einem Motordefekt in der 13. Runde aus.
1973 ging Williamson erneut für Wheatcroft Racing in der Formel 2 an den Start. In diesem Jahr fuhr er einen GRD 273 mit Ford-Motor. Beim fünften Lauf in Pau wurde Williamson Zweiter hinter Jean-Pierre Jarier. In Monza siegte er.

### Formel 5000
1972 fuhr Williamson auch zwei Rennen in der britischen Formel-5000-Meisterschaft. Sein Teamkollege bei Kitchmac-Chevrolet war Gordon Spice. Ein sechster Platz war sein bestes Resultat.

### Formel 1
Im Vorfeld der Automobil-Weltmeisterschaft 1973 wurde Williamson als Ersatztestfahrer für den verhinderten Clay Regazzoni bei B.R.M angeworben. Williamson war auf beiden eingesetzten Fahrzeugen schneller als alle anderen B.R.M.-Piloten. Das darauf folgende Vertragsangebot von B.R.M. als auch das von Ken Tyrrell lehnte Williamson jedoch ab, da er weiter mit Wheatcroft zusammenarbeiten wollte.
Im Sommer 1973 wurde Williamson nach seinem Formel-2-Sieg in Monza mit finanzieller Unterstützung Wheatcrofts vom March-Team unter seinem Besitzer Max Mosley als dritter Werksfahrer für die Formel 1 verpflichtet. Das March-Engagement war auf die Rennen in Großbritannien, den Niederlanden und Italien angelegt. Zur gleichen Zeit schloss Williamson für die Formel-1-Saison 1974 einen Vertrag mit Tyrrell; dort sollte er als Nachfolger von Jackie Stewart neben François Cevert alle Rennen des Jahres für das Werksteam bestreiten.
In seinem ersten Rennen für March, dem Großen Preis von Großbritannien in Silverstone, war Williamson am Ende der ersten Runde in eine Massenkollision verwickelt und schied aus. Sein Wagen war hierbei so beschädigt worden, dass er am Neustart nicht mehr teilnehmen konnte.

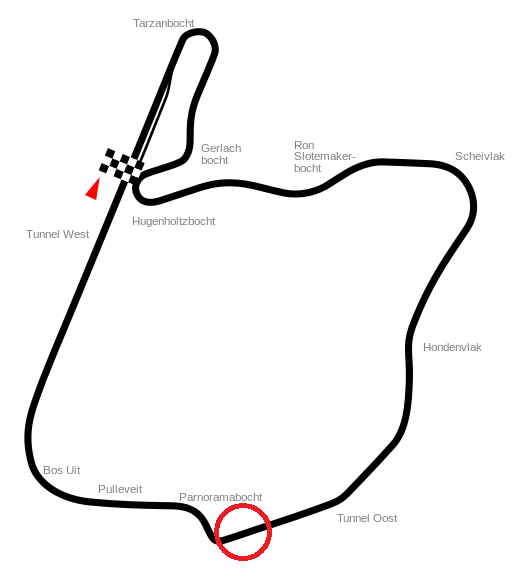
Endposition des brennenden Wagens

Bei seinem zweiten Einsatz beim Großen Preis der Niederlande in Zandvoort qualifizierte sich Wiliamson für den 18. Platz. Das Rennen musste er jedoch als 23. und letzter Fahrer angehen, da der Motor seines Wagens zu spät angesprungen war und er demzufolge zu spät aus der Boxengasse gefahren war.
In der achten Runde lag er mit seinem March 731 auf Rang 13. Ausgangs des Hondenvlak-Abschnittes, einer Links-Rechts-Kurvenkombination, die mit über 250 km/h durchfahren wurde, platzte im Abschnitt Tunnel Oost an seinem Wagen der linke Vorderreifen. Der Wagen schlug daraufhin in die Leitplanken am linken Streckenrand ein. Durch den Aufprall wurde der March in die Luft katapultiert, überschlug sich und rutschte mehrere hundert Meter quer über die Strecke auf den rechten Streckenrand. Hierbei entzündeten sich die seitlich am Fahrzeug angebrachten Kraftstofftanks. Der hinter ihm fahrende David Purley, der Augenzeuge des Unfalls war, hielt sofort an, um seinem im brennenden Fahrzeug eingeklemmten Kollegen zu helfen. Da die Streckenposten nicht mit hitzebeständiger Kleidung ausgerüstet waren, half ihm niemand bei dem Versuch, den auf dem Kopf liegenden Wagen auf die Räder zu stellen. Auch der Einsatz des einzigen am Unfallort befindlichen Feuerlöschers konnte die Flammen nicht eindämmen, ebenso wenig der eilig herbeigeschaffte zweite Feuerlöscher. Das Rennen wurde nicht unterbrochen. Keiner der übrigen Fahrer hielt an, weil sie Purleys abgestellten Wagen nicht sahen, daher annahmen, das brennende Fahrzeug sei sein Wagen und Purley unverletzt an der Unfallstelle erkannten. Zu Hilfe gerufene Zuschauer wurden von Polizisten mit Hunden daran gehindert, die Strecke zu betreten. Purley konnte den Wagen nicht allein wieder auf die Räder stellen und den Fahrer befreien. Die Feuerwehr traf erst etwa vier Minuten, nachdem das Wrack zum Stillstand gekommen war, am Unglücksort ein.
Williamson verbrannte schließlich in seinem Fahrzeug. Seine Leiche wurde erst geborgen, als das Rennen zu Ende war. Der gesamte Rettungsversuch war live im Fernsehen zu sehen. David Purley wurde später für seinen mutigen Einsatz mit der George Medal geehrt. Als Ursache für Williamsons Tod wurde Ersticken festgestellt.
Williamsons Tod weist Parallelen zum Feuerunfall des an gleicher Stelle tödlich verunglückten Piers Courage beim Großen Preis der Niederlande 1970 auf.
2003 wurde zum 30. Jahrestag des Unfalls eine Gedenkfeier in Leicester organisiert, die im Memorial Garden stattfand. Außerdem wurde eine Statue eingeweiht, die Williamson darstellt. An der Zeremonie nahm die Schwester Williamsons teil.

## Statistik

### Karrierestationen
| - 1971: Lombard North Central britische Formel 3 (Meister) - 1971: Shell Super Oil britische Formel 3 (Platz 2) - 1971: Italienische Formel 3 - 1972: Lombard North Central britische Formel 3 (Meister) | - 1972: BARC Forward Trust britische Formel 3 (Meister) - 1972: Lombard North Central britische Formel 3 (Platz 4) - 1972: Formel 2 - 1972: Britische Formel 2 | - 1972: Britische Formel 5000 (Platz 16) - 1973: Formel 2 (Platz 10) - 1973: Formel 1 |

### Statistik in der Automobil-Weltmeisterschaft

#### Gesamtübersicht
| Saison | Team                  | Chassis   | Motor                    | Rennen | Siege | Zweiter | Dritter | Poles | schn. Rennrunden | Punkte | WM-Pos. |
| ------ | --------------------- | --------- | ------------------------ | ------ | ----- | ------- | ------- | ----- | ---------------- | ------ | ------- |
| 1973   | STP March Racing Team | March 731 | Ford Cosworth DFV 3.0 V8 | 2      | −     | −       | −       | −     | −                | −      | –       |
| Gesamt | Gesamt                | Gesamt    | Gesamt                   | 2      | −     | −       | −       | −     | −                | −      |         |

#### Einzelergebnisse
| Saison | 1 | 2 | 3 | 4 | 5 | 6 | 7 | 8   | 9   | 10 | 11 | 12 | 13 | 14 | 15 |
| ------ | - | - | - | - | - | - | - | --- | --- | -- | -- | -- | -- | -- | -- |
| 1973   |   |   |   |   |   |   |   |     |     |    |    |    |    |    |    |
|        |   |   |   |   |   |   |   | DNF | DNF |    |    |    |    |    |    |

| Legende  | Legende            | Legende                                                          |
| Farbe    | Abkürzung          | Bedeutung                                                        |
| -------- | ------------------ | ---------------------------------------------------------------- |
| Gold     | –                  | Sieg                                                             |
| Silber   | –                  | 2. Platz                                                         |
| Bronze   | –                  | 3. Platz                                                         |
| Grün     | –                  | Platzierung in den Punkten                                       |
| Blau     | –                  | Klassifiziert außerhalb der Punkteränge                          |
| Violett  | DNF                | Rennen nicht beendet (did not finish)                            |
| Violett  | NC                 | nicht klassifiziert (not classified)                             |
| Rot      | DNQ                | nicht qualifiziert (did not qualify)                             |
| Rot      | DNPQ               | in Vorqualifikation gescheitert (did not pre-qualify)            |
| Schwarz  | DSQ                | disqualifiziert (disqualified)                                   |
| Weiß     | DNS                | nicht am Start (did not start)                                   |
| Weiß     | WD                 | zurückgezogen (withdrawn)                                        |
| Hellblau | PO                 | nur am Training teilgenommen (practiced only)                    |
| Hellblau | TD                 | Freitags-Testfahrer (test driver)                                |
| ohne     | DNP                | nicht am Training teilgenommen (did not practice)                |
| ohne     | INJ                | verletzt oder krank (injured)                                    |
| ohne     | EX                 | ausgeschlossen (excluded)                                        |
| ohne     | DNA                | nicht erschienen (did not arrive)                                |
| ohne     | C                  | Rennen abgesagt (cancelled)                                      |
| ohne     | keine WM-Teilnahme |                                                                  |
| sonstige | P/fett             | Pole-Position                                                    |
| sonstige | 1/2/3/4/5/6/7/8    | Punktplatzierung im Sprint-/Qualifikationsrennen                 |
| sonstige | SR/kursiv          | Schnellste Rennrunde                                             |
| sonstige | *                  | nicht im Ziel, aufgrund der zurückgelegten Distanz aber gewertet |
| sonstige | ()                 | Streichresultate                                                 |
| sonstige | unterstrichen      | Führender in der Gesamtwertung                                   |